# Amlwch
Amlwch je malé město ve Walesu, ležící v severní části ostrova Anglesey. Městem prochází silnice A5025, jež spojuje obec Llanfairpwllgwyngyll s vesnicí Valley. V roce 2011 zde žilo 3789 obyvatel. Narodili se zde například herec Andy Whitfield a rozhlasový moderátor Billy Butler. Ve městě se nachází škola Ysgol Syr Thomas Jones, do níž docházel například hudebník Lemmy, pozdější člen kapely Motörhead.